# Sileo
Nella mitologia greca,  Sileo   era un abitante dell'Aulide reso celebre grazie ad un racconto che coinvolgeva  Eracle.

## Il mito
Sileo, il cui nome significa "il saccheggiatore" possessore di terre nella fertile Aulide obbligava chiunque passasse nei suoi possedimenti, in una stretta gola, ad arare per lui il terreno gratuitamente dove crescevano splendide viti.
Eracle a quei tempi era schiavo di Onfale, per colpa di Ermes. Durante quel periodo incontrò Sileo, prima bruciò tutte le viti a cui teneva tanto, poi uccise la figlia di lui Senodoce (il cui nome significa "ospitale") e infine uccise anche lo stesso Sileo.

### Pareri secondari
Secondo altri miti Sileo viveva insieme a Diceo, suo fratello. Eracle vide la figlia dell'uomo e si innamorò di lei, suo padre in questa narrazione, continuò a vivere.

### Fonti
- Euripide, Sileo
- Pseudo-Apollodoro, Libro II -  6, 3

### Moderna
- Robert Graves, I miti greci, Milano, Longanesi, ISBN 88-304-0923-5.
- Anna Ferrari, Dizionario di mitologia, Litopres, UTET, 2006, ISBN 88-02-07481-X.